# Pfulgriesheim
Pfulgriesheim (dt. Pfülgriesheim, els. Filgriese) ist eine französische Gemeinde mit 1297 Einwohnern (Stand 1. Januar 2021) im Département Bas-Rhin in der Europäischen Gebietskörperschaft Elsass und in der Region Grand Est. Am 1. Januar 2015 wechselte die Gemeinde vom Arrondissement Strasbourg-Campagne zum Arrondissement Saverne.

## Lage
Die Gemeinde liegt im Kochersberg zwischen Pfettisheim und Mittelhausbergen, etwa zehn Kilometer nordwestlich von Straßburg.

## Geschichte
Der Ortsname tauchte erst relativ spät, nämlich 1163 als Vulncriegesheim auf. Im 16. Jahrhundert gehörte der Ort der adligen Familie von Andlau, unter der 1526 die Reformation eingeführt wurde. Seit 1685 dient die örtliche Kirche als Simultankirche Protestanten und Katholiken als Gotteshaus.

### Bevölkerungsentwicklung

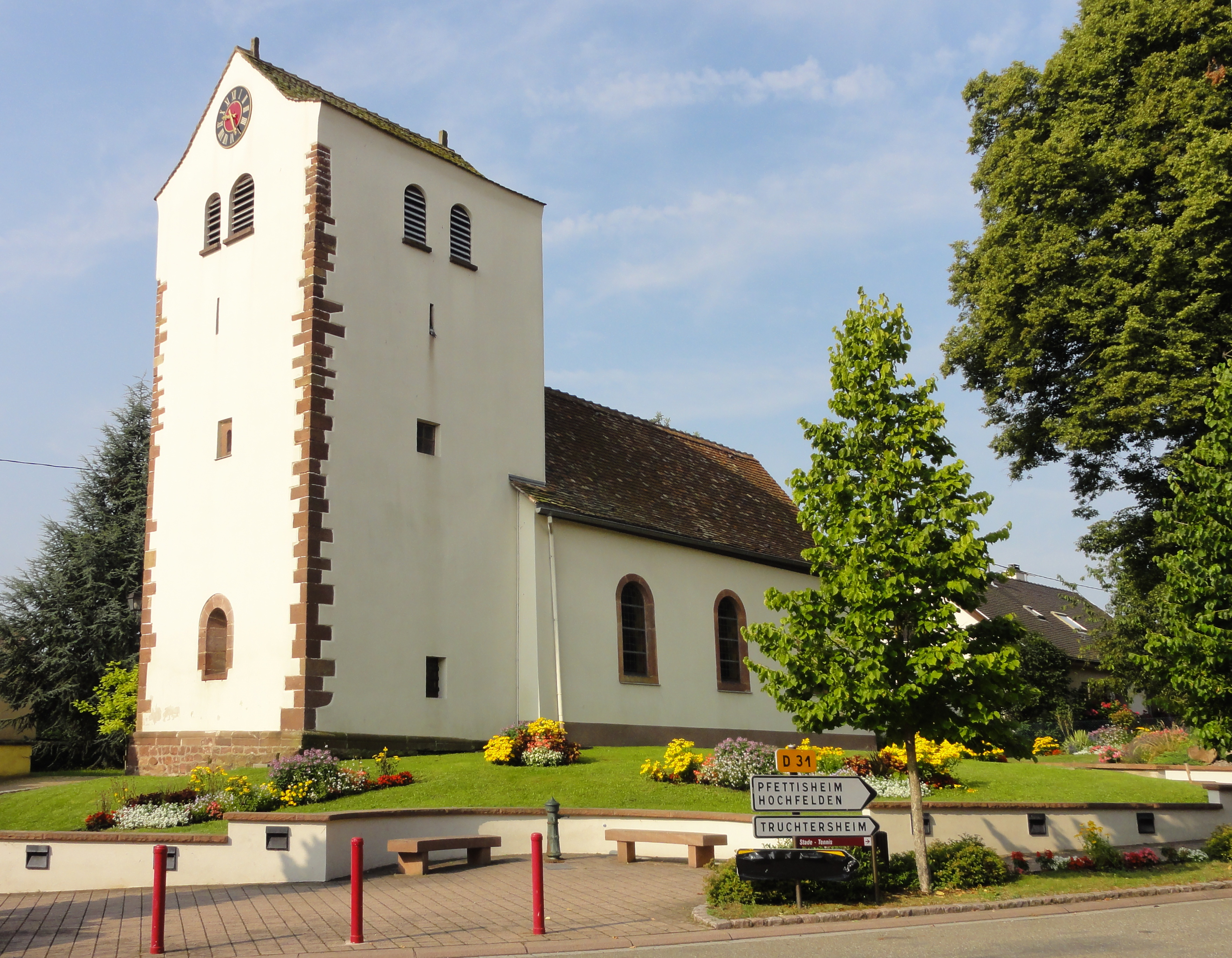
Simultankirche Saint-Michel

| Jahr      | 1962 | 1968 | 1975 | 1982 | 1990 | 1999 | 2007 | 2017 |
| Einwohner | 352  | 389  | 866  | 995  | 1081 | 1171 | 1201 | 1311 |

## Wirtschaft
Auch heute noch spielt die Landwirtschaft, die sich auf Spargel- und Tabakanbau spezialisiert hat, eine bedeutende Rolle.

## Persönlichkeiten
- René Egles (* 1939), elsässischer Liedermacher, Sänger und Multiinstrumentalist